# Спас, Владимир Владимирович
Владимир Владимирович Спас (р. 1941 год в Гродно) — анестезиолог-реаниматолог, доктор медицинских наук, профессор, основатель школы анестезиологов-реаниматологов в Гродно.

## Биография
В 1964 году окончил лечебный факультет Гродненского государственного медицинского института (в составе первого выпуска). Ещё будучи студентом, проявлял интерес к специальности анестезиология и реаниматология и с пятого курса подрабатывал в больнице в должности помощника анестезиолога.
По окончании института в течение 3 лет работал в качестве единственного врача-анестезиолога Гродненской областной клинической больницы. В 1967 году организовал и возглавил отделение анестезиологии в Гродненской областной клинической больнице, которым руководил до 1971 года. Все эти годы активно занимался организацией службы анестезиологии и реаниматологии в городе и области.
С 1970 года — ассистент кафедры госпитальной хирургии Гродненского мединститута, в 1972 году защитил кандидатскую диссертацию по теме «Изменение обмена кислорода, молочной и пировиноградной кислот, ферментативной активности каталазы и угольной ангидразы в организме больных во время эндотрахеального эфирно-кислородного наркоза и оперативного вмешательства». С 1975 года — доцент, в 1976—1991 годах возглавлял курс анестезиологии и реаниматологии в ГрГМИ.
В 1990 году защитил докторскую диссертацию «Синдром эндогенной интоксикации, его диагностика и комплексное лечение», в 1991 году получил звание профессора и организовал первую среди вузов Беларуси кафедру анестезиологии и реаниматологии, которую возглавлял до августа 2015 года.
В течение 20 лет (до 1994 года) исполнял обязанности главного внештатного анестезиолога-реаниматологии управления здравоохранения Гродненского облисполкома, активно участвовал в организации службы анестезиологии и реаниматологии Гродненской области, а также отделения гемодиализа с экстракорпоральными методами детоксикации Гродненской областной клинической больницы.
Член правления Белорусского общества анестезиологов-реаниматологов с момента его основания (1971), с 1978 года — член правления Всесоюзного общества анестезиологов реаниматологов СССР.
Член экспертного совета ВАК РБ (1995–2004 года и с 2008 года по настоящее время). Член Диссертационного совета БелМАПО (1997–2008).

## Заслуги
Под его руководством защищено 9 кандидатских диссертаций. Автор более 300 научных работ (40 опубликованы в ближнем и дальнем зарубежье), в том числе 2 монографий и 1 пособия для практических врачей по проблемам диагностики и лечения сепсиса. Имеет 18 изобретений новых методов диагностики и лечения (3 из них выданы Евразийской патентной организацией), 40 рационализаторских предложений, 5 инструкций по применению в РБ новых научных разработок.
Награжден значком «Отличник здравоохранения РБ» и медалью «За працоуныя поспехi». Многократно награждался грамотами Гродненского областного, городского отделов охраны здоровья, имеет большое количество грамот и благодарностей Гродненского государственного медицинского университета.